# We’wha

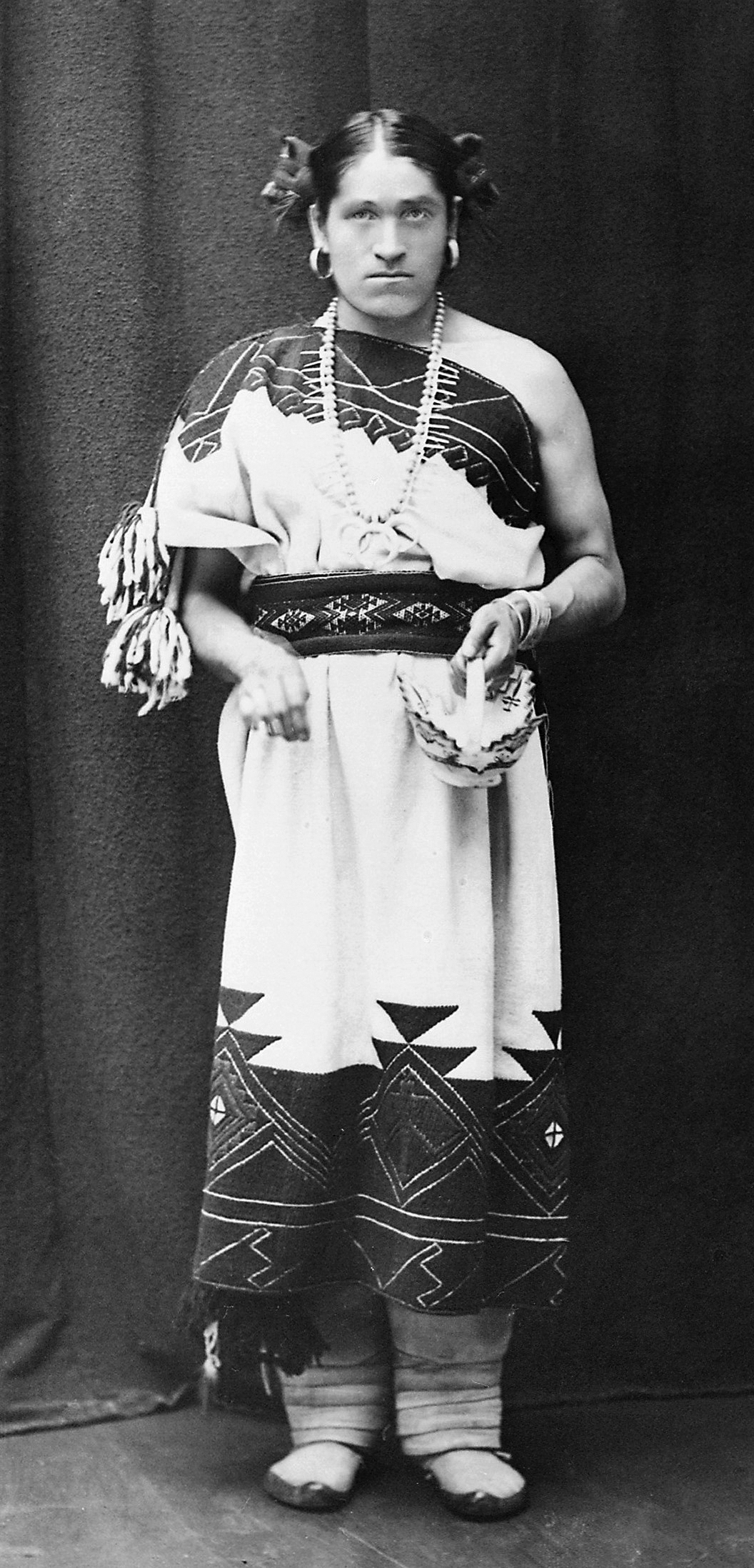
We’wha (etwa 1879–1896)

We’wha [ˈwi ˈwɑ] (* 1849 in New Mexico; † 1896 ebenda) gilt als bekanntestes Mitglied der Lhamana, einer bis zum 20. Jahrhundert existierenden Randgruppe der Zuñi. Die Lhamana waren zwar männlichen Geschlechts, übernahmen aber zumeist Aufgaben, die üblicherweise von Frauen ausgeführt wurden. So bereitete We’wha Speisen zu und stellte Töpfer- sowie Webwaren her. Allerdings war We’wha auch in typischen Männerbereichen wie der Feldarbeit und der Leitung religiöser Rituale tätig. We’wha nahm damit eine spezielle Rolle unter den Lhamana ein, die meist nur körperlich schwere Frauenarbeiten ausführten. We’whas Geschlechtsidentität wurde auf der Grundlage unterschiedlicher anthropologischer Auffassungen kontrovers diskutiert.
Dank guter Englischkenntnisse genoss We’wha nicht nur bei benachbarten weißen Siedlern einen guten Ruf, sondern half auch der Ethnologin Matilda Coxe Stevenson bei deren Aufzeichnungen über die Zuñi. Im Rahmen  dieser Mitarbeit traf We’wha auch den damaligen Präsidenten Grover Cleveland und trug dazu bei, das Volk der Zuñi in der US-amerikanischen Wissenschaft bekannter zu machen.

## Frühe Jahre
We’wha wurde 1849 im Pueblo Anthill at the Middle of the World an der heutigen Grenze zwischen Arizona und New Mexico geboren. In diesem Jahr nahm der Stamm erstmals Kontakt mit in der Nähe wohnenden weißen Siedlern auf. Diese ließen die Zuñi unbehelligt und wurden im Gegenzug von ihnen bei territorialen Streitigkeiten mit den Navajo und Apachen unterstützt, mit denen die Zuñi verfeindet waren. Die Siedler schleppten jedoch die Pocken in den Ort ein, an denen We’whas Eltern vier Jahre später starben. Deswegen wurden die Kinder von einer Schwester des Vaters adoptiert. Trotz des neuen Umfelds blieb We’wha Mitglied in den Clans der Eltern, den Donashi:kwi sowie den Bit’chi:kwe, und nahm an deren traditionellen Riten teil. Der Adoptivvater, José Palle, war ein Regenpriester und bekleidete damit eine in der Zuñi-Kultur hochrangige Position. We’wha war ab diesem Zeitpunkt Mitglied der reichsten Familie im Pueblo; ihre Behausung war die größte im Dorf und diente nicht nur Palle als Wirkungsstätte, sondern auch als Zeremonienraum der wichtigen Medizinleute Ihewe:kwe.
In der Zuñi-Kultur wurden damals manche Kinder als Lhamana identifiziert; dies bedeutete, dass sie trotz ihres biologisch männlichen Geschlechts frauentypische Aufgaben wie Handarbeiten oder Kochen erlernten. Sie trugen sowohl Männer- als auch Frauenkleidung. Einzelne Lhamana waren daneben in für Männer vorgesehenen Gebieten wie der Jagd aktiv. We’wha nahm im Alter von zwölf Jahren erstmals an religiösen Ritualen für Jungen teil, wurde einige Jahre später jedoch von Frauen unterrichtet. Sie brachten We’wha unter anderem die Zubereitung von Maismehl sowie das Töpfern bei.
Zur selben Zeit, im Jahr 1864, gewannen die Siedler mit dem Stamm eine Schlacht gegen die Navajo. Nachdem diese in ein Indianerreservat verbannt worden waren, ließen sich einige Zuñi, unter anderem auch We’whas Familie, in dem von ihnen verlassenen Gebiet nieder. We’wha war für die dortige Farm verantwortlich, übernahm also erneut eine in der Zuñi-Kultur typische Männeraufgabe.

## Zusammenleben mit Missionaren
Anfang der 1870er Jahre kümmerte sich We’wha weiterhin um die familieneigenen Felder, übernahm aber wegen des zunehmenden Alters der Tante zusammen mit einer Schwester auch vermehrt Haushaltstätigkeiten. 1877 kamen evangelische Missionare im Zuge der Peace Policy der Grant Administration in der Siedlung an. Diese Strategie sah vor, indigene Einwohner der USA nicht wie bislang üblich in Reservaten von der restlichen Bevölkerung abzuschotten, sondern sie durch Bekehrung zum Christentum in die Gesellschaft zu integrieren.
Taylor Filmore Ealy, ein presbyterianischer Geistlicher und Arzt, lebte ab dem 12. Oktober 1878 mit seiner Ehefrau, zwei Töchtern und einem Aushilfslehrer im Pueblo. Mit letzterem sollte er die Schule leiten, die ein Jahr zuvor für die Stammeskinder gebaut worden war. We’wha half Ealys Frau bei der Betreuung ihrer Kinder sowie der Hausarbeit, nähte zusammen mit ihr Kleidung für Dorfbewohner und unterrichtete gelegentlich in der Schule. Das Ehepaar entlohnte We’wha dafür mit hochwertigen Kleidern. 1881 verließen die Missionare die Siedlung wieder, da Missionserfolge ausblieben, die Schule so gut wie keinen Einfluss auf die Einwohner hatte und zuletzt ungenutzt geblieben war.

## Freundschaft mit Matilda Coxe Stevenson
We’wha lernte 1881 die Ethnologin Matilda Coxe Stevenson kennen. Stevenson befand sich mit ihrem Ehemann James Stevenson im Auftrag der Smithsonian Institution auf einer Forschungsexpedition zu den Zuñi und zeigte sich bei ihrer Ankunft laut Tagebuchaufzeichnungen von We’whas Freundlichkeit und Intelligenz beeindruckt. Sie notierte auch, dass We’wha von den Erwachsenen des Pueblo aufgrund eines selbstbewussten, zornigen Temperaments zugleich respektiert und gefürchtet, dafür aber von den Kindern wegen des gütigen Umgangs mit ihnen sehr gemocht wurde.
Laut Stevenson erledigte We’wha für Männer vorgesehene rituelle sowie richterliche Aufgaben und kam gleichzeitig Frauenverpflichtungen wie Kleiderwäsche und Gartenarbeit nach. Durch regelmäßige Besuche Stevensons zwischen 1881 und 1896 entstand zwischen ihr und We’wha eine enge Freundschaft; We’wha stärkte in dieser Zeit dank immer besserer Englischkenntnisse zudem die Beziehung zwischen den Zuñi und den Weißen.

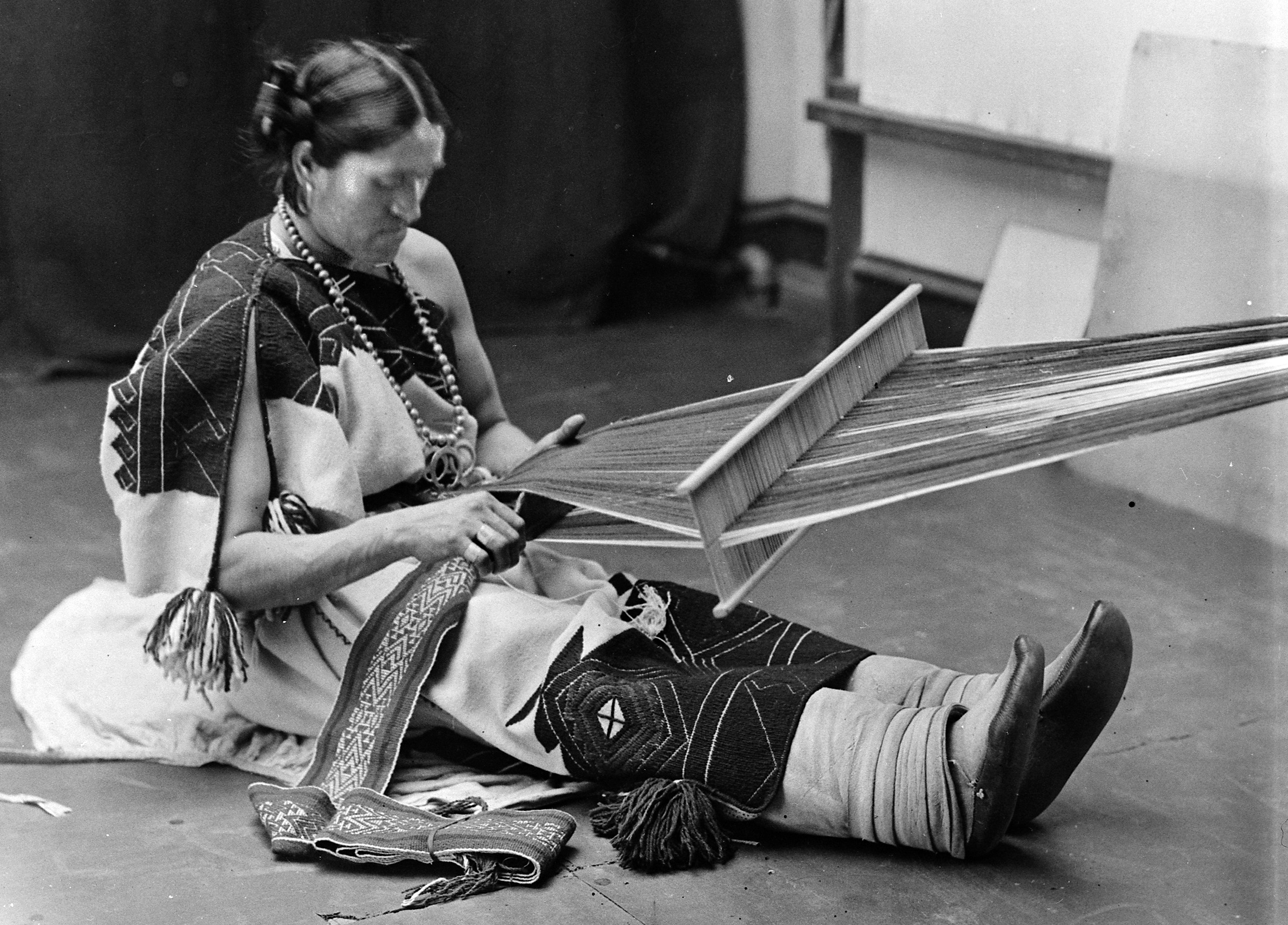
We’wha beim Weben (etwa 1879–1896)

Bei ihrem ersten Besuch erklärte Stevenson dem Stamm die Verwendung von Seife. Kurz darauf begann We’wha, die Kleider der Missionare damit zu waschen, und erhielt dafür stets einige Silberdollar. We’wha ging schließlich zum Fort Wingate und reinigte die Kleidung der Soldaten sowie der Familie eines Hauptmanns. We’wha wusch auch für Siedler von außerhalb und gehörte damit zu den wenigen Zuñi, die gegen Bezahlung für die weiße Bevölkerung arbeiteten. Diese Personen waren hauptsächlich Lhamana, da sie handwerklich geschickter als die Männer des Stammes, aber körperlich stärker und ausdauernder als die Frauen waren.

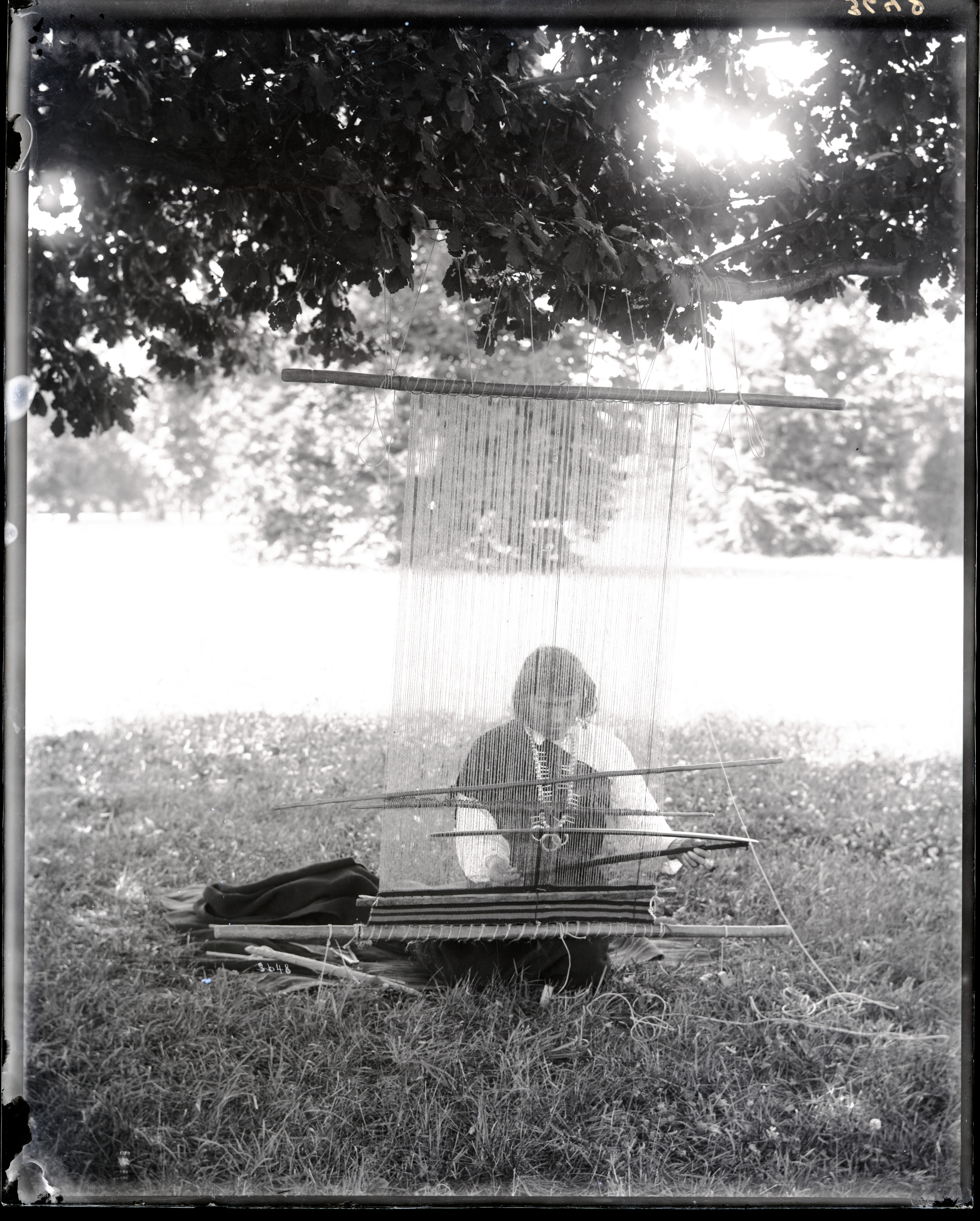
We’wha am Webstuhl während eines Besuchs in Washington, 1886

Stevenson bat We’wha 1885, traditionelle Zuñi-Tonwaren anzufertigen, die im National Museum of American History in Washington, D.C. ausgestellt wurden. Sie handelte dabei nicht uneigennützig: Weil ihre durch We’whas Mithilfe entstandenen Berichte über das Volk der Zuñi auf großes Interesse gestoßen waren, wollte sie We’wha einflussreichen Personen vorstellen, um Fördergelder für weitere Expeditionen und neue Mitglieder für die von ihr geleitete Women’s Anthropological Society of America einzuwerben. We’wha töpferte nicht nur, sondern webte auch und stellte zahlreiche Körbe, Kleider, Decken und Schärpen her, die die Aufmerksamkeit des damals populären Nature Writers George Wharton James auf sich zogen.
Im Zuge der Ausstellung reiste Stevenson im Dezember 1885 mit We’wha und weiteren Zuñi nach Washington, wo We’wha ein halbes Jahr bei den Stevensons lebte und die Mitglieder der gehobenen Gesellschaft sich von We’whas ihrer Ansicht nach charmanten Persönlichkeit begeistert zeigten. Schließlich wurden We’wha und Stevenson sogar im Weißen Haus von Präsident Grover Cleveland empfangen. We’wha machte auf ihn und seine Frau ebenfalls einen sehr positiven Eindruck, und er unterhielt sich mit Stevenson über die Bedeutung ihres Fachgebiets und ihrer Forschungen. Stevensons Bekanntheit in wissenschaftlichen Kreisen nahm dadurch so zu, dass sie einige Jahre später als erste Frau eine Anstellung an der Smithsonian Institution erhielt.

## Letzte Jahre

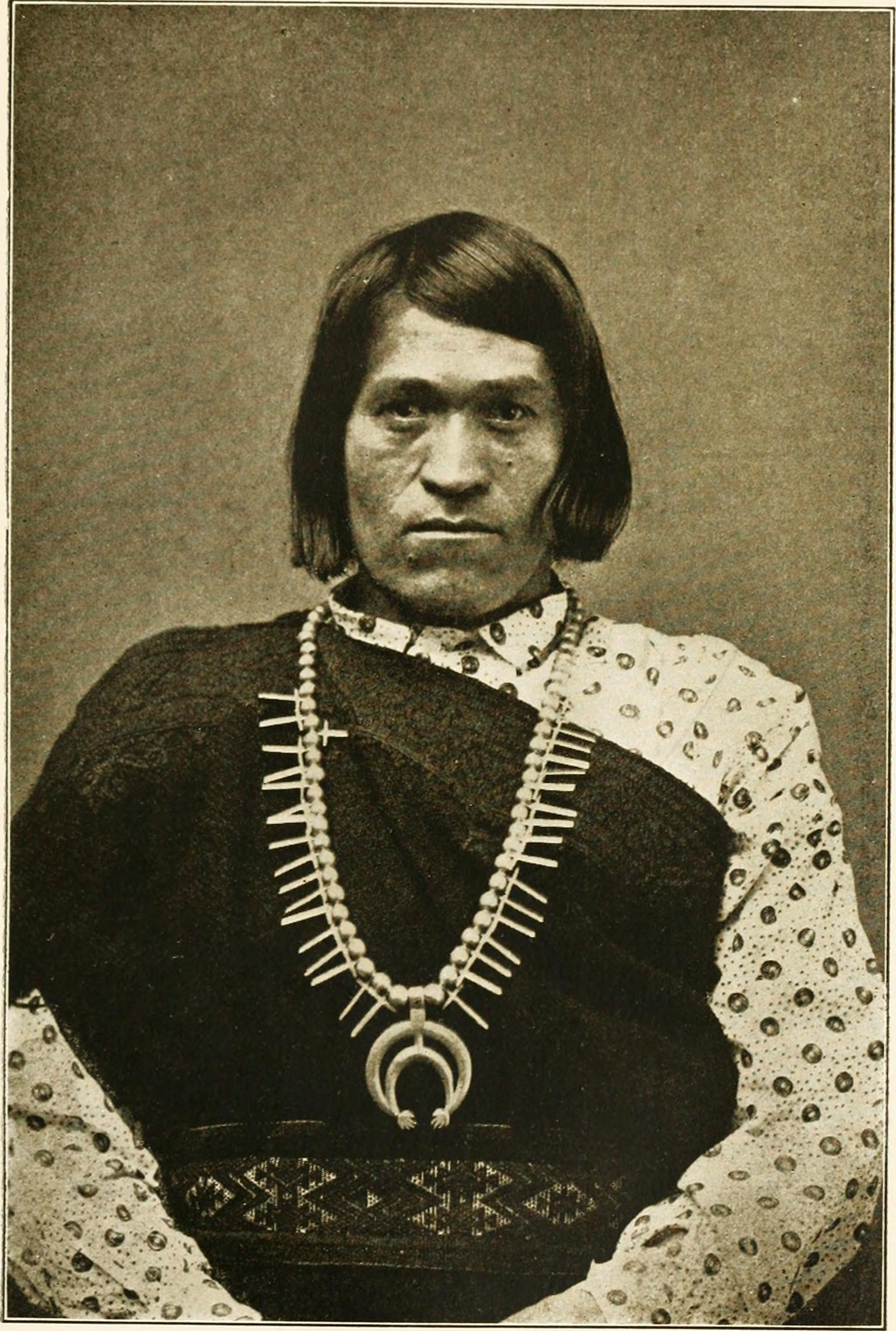
We’wha (undatiert)

Kurz nachdem We’wha ins Dorf zurückgekehrt war, kam es zu Konflikten zwischen den Zuñi und der US-Regierung aufgrund der gescheiterten Missionierungsversuche und der Weigerung des Stamms, in ein Indianerreservat umzusiedeln. Im Zuge dieser Spannungen wurden We’wha sowie fünf weitere hochrangige Zuñi, die religiöse Rituale leiteten, von amerikanischen Soldaten verhaftet. We’wha kam für einen Monat in ein örtliches Gefängnis, wobei die genauen Anklagepunkte nicht eindeutig geklärt sind; nach einem Augenzeugenbericht lauteten die Vorwürfe auf Hexerei und Widerstand gegen die Staatsgewalt.
We’wha starb 1896 im Alter von 46 oder 47 Jahren während des alljährlichen traditionellen Erntefestes Shalako an den Folgen einer Herzkrankheit. Die Stammesmitglieder bezeichneten We’whas Tod als Katastrophe; zudem kam er ihnen verdächtig vor, da We’whas Gesundheit sich ganz plötzlich verschlechtert hatte. Weil ein Ihewe:kwe behauptete, We’whas Herz sei durch Hammelfleisch vergiftet worden, geriet Marita, eine ältere Stammesangehörige, unter Mordverdacht. Sie sollte We’wha vergeblich um etwas Fleisch gebeten haben, weswegen sie nach Ansicht der Zuñi We’wha aus Wut verhext habe. Der Stamm befand Marita in einem Schauprozess für schuldig und folterte sie mehrmals. Darüber hinaus ritten einige Zuñi nach dem Verlust einer ihrer Ansicht nach wichtigen Führungspersönlichkeit des Dorfes zu nahegelegenen Ländereien, die sie ausplünderten. Die US-amerikanische Regierung nutzte die Vorfälle nach We’whas Tod als Vorwand, um endgültig die Kontrolle über die Lebensweise der Zuñi zu übernehmen.
Nach We’whas Tod entschieden sich nur noch sehr wenige Jungen, Lhamana zu werden. Dafür gab es vermutlich mehrere Gründe: Neben einem von Stevenson beschriebenen eher mittelmäßigen Ruf der Lhamana in der Gemeinschaft, der vor allem durch We’whas Persönlichkeit stark verbessert worden war, lag dies wahrscheinlich auch an deren verringertem Aufgabenbereich. Lhamana wurden nur noch selten für religiöse Zeremonien eingesetzt, da sie im Gegensatz zu anderen Gruppen nicht als „heilige Personen“ anerkannt waren. Zudem veränderte sich unter dem Einfluss der US-amerikanischen Gesellschaft die Lebensweise der Zuñi immer mehr. Das letzte Mitglied der Lhamana starb 1937.

## Theorien über We’whas Geschlechtsidentität

### Roscoes These über We’whas Zugehörigkeit zu einem dritten Geschlecht
We’whas Geschlechtsidentität wurde in der zeitgenössischen Wissenschaft mehrmals diskutiert. Laut dem Historiker Will Roscoe, der 1991 We’whas Biografie veröffentlichte, könne der Begriff Lhamana nicht einfach auf Homosexualität (in den USA des 19. Jahrhunderts vielfach mit Cross-Dressing gleichgesetzt, der nach Ansicht der Siedler Kleidungsweise der Lhamana) oder Hermaphroditismus (womit neben der eigentlichen Bedeutung der Intergeschlechtlichkeit zur damaligen Zeit auch geschlechtsuntypisches Verhalten wie Femininität bei Männern bezeichnet wurde) reduziert werden. Er passe auch nicht zu traditionellen westlichen Geschlechterrollen, sondern repräsentiere ein drittes Geschlecht, dessen Angehörige sich nach Ansicht der Zuñi in einer Art Mitte zwischen männlich und weiblich befanden. Eine Einordnung We’whas als trans sei nicht korrekt, da die raw identity, also das biologische Geschlecht, nach We’whas Tod durch eine Hose repräsentiert worden sei, die dem Leichnam zusätzlich zum Kleid angezogen wurde. Letzteres stünde für die im Laufe des Lebens aus persönlichen Erfahrungen geformte cooked identity. Der langjährige LGBT-Aktivist Roscoe erhielt für das Werk unter anderem einen Lambda Literary Award als bestes queeres Sachbuch.

### Rezeption zu Roscoes Theorie

#### Widerlegung der Thesen
Roscoes Auffassung wird von einigen, vor allem im Bereich LGBT-Geschichte Forschenden geteilt. Andere Experten stehen ihr dagegen kritisch gegenüber. So betrachten die in diesem Fachgebiet forschenden Historikerinnen Leila Rupp und Susan Freeman die These, wonach die Lhamana ein Beweis für eine liberale Einstellung der Zuñi seien, die das Prinzip eines dritten Geschlechts kannten und tolerierten, als eine Art „Romantisierung durch einzelne queere Aktivisten“. Der zu queeren Themen forschende Philosoph Edward Stein stuft die Betrachtung der Lhamana als Angehörige eines dritten Geschlechts als „übertrieben“ ein. Er bezog sich auf Aufzeichnungen der Anthropologin Elsie Clews Parsons, die herausfinden wollte, ob die Zuñi die Lhamana als Männer oder Frauen sahen. Während eines Begräbnisses sei ihr gesagt worden, dass der verstorbene, Kleid und Hose tragende Lhamana als Mann natürlich auf dem Männerfriedhof beerdigt werde.
Wie der Historiker Ramón A. Gutiérrez schreibt, sei die Tradition der Lhamana vielmehr im 16. Jahrhundert entstanden, als Kriegsgefangene der Zuñi gezwungen worden seien, Frauenkleider zu tragen und Frauenaufgaben zu übernehmen. Lhamana hätten laut der Anthropologin Sabine Lang zwar mehrere Jahrhunderte später immer noch existiert, seien nun allerdings Zuñi-Jungen gewesen, die die typischen Frauentätigkeiten den für die Männer bestimmten Aufgaben bevorzugten. Das treffe auch auf We’wha zu. We’wha sei deswegen auch zunächst bei den ko’tikili mit einer nahezu rein männlichen Besetzung aufgenommen worden. Sie stellten während ritueller Tänze die Geschichten verschiedengeschlechtlicher Kachinas in für jede Rolle entsprechender Kleidung nach. Der Zweck des Rituals sei gemäß der Kulturanthropologin Felicitas Goodman und dem Anthropologen Seth Josephson jedoch kein „Spiel mit Geschlechterrollen“, sondern eine Bitte an die Götter um für die Ernte günstige Wetterbedingungen gewesen. Erst in der Pubertät habe We’wha vor der freien Wahl gestanden, als Mann weiterzuleben oder „offiziell“ zum Lhamana zu werden, und sich laut Stevensons Aufzeichnungen trotz der Ablehnung und dem Spott der Stammesmitglieder gegenüber dieser Gruppe für Letzteres entschieden.

#### Vergleich von Stevensons mit Roscoes Forschung
Stevenson war ob We’wha Beisetzung auf einem Männerfriedhof verwundert und fragte die Zuñi beim Anblick des unbekleideten Leichnams nach We’whas Geschlecht. Sie erhielt die Antwort She is a man („Sie ist ein Mann“). Die Forscherin ging in ihren Schilderungen über die Zuñi nur vage auf We’whas Geschlechtsidentität ein. Sie bezeichnete We’wha als Frauenkleider tragenden Mann, der sein biologisches Geschlecht so sorgfältig verheimlicht habe, dass sie ihn trotz der Bezeichnung einiger Stammesmitglieder als Hermaphroditen immer für eine Frau gehalten habe. Sie werde für We’wha weiterhin weibliche Pronomen verwenden, da das die Sitte des Stammes gewesen sei und sie zudem ihre „hingebungsvolle und treue Freundin in keinem anderen Licht“ sehen könne. Stevenson verzichtete auch auf eine Deutung der Ansicht der Zuñi über die Geschlechtsidentität der Lhamana. Stattdessen erklärte sie, dass das „soziale Geschlecht“ von Mitgliedern der Gemeinschaft nicht notwendigerweise von deren biologischem Geschlecht abhänge.
Roscoe verwendete im Gegensatz zu Stevenson in seiner Biografie männliche Pronomina für We’wha und berief sich dabei auf She is a man. Laut ihm zeige der Satz, dass die Zuñi We’wha immer als biologisch männlich verstanden, was er im Englischen wiedergeben wolle. Ihm wurde daher vom Anthropologen Christopher William Roebuck der Vorwurf gemacht, We’wha einseitig als homosexuellen Mann darzustellen und eine eurozentrische Auffassung von Homosexualität anzuwenden. Er missachte die kulturelle Spezifität der Zuñi, die Lhamana praktisch immer mit weiblichen Pronomen bezeichneten. Die Ansichten der Zuñi über Geschlechtsidentität seien letztlich unklar, weswegen sie nicht mit westlichen Definitionen erklärt werden könnten. Daher sei es angebracht, die Frage über We’whas Geschlechtsidentität offen zu lassen. Stevenson sei womöglich eine bessere Anthropologin als Roscoe, weil sie im Sinne eines Kulturrelativismus unterschiedliche Verständnisse von Sexualität und Geschlechtsidentität zuzulassen bereit sei.

#### We’whas eigene Betrachtung
We’wha selbst hatte weder gegen Stevensons wechselnde Pronomen noch gegen Familienmitglieder und Freunde, die Lhamana grundsätzlich mit femininen Pronomen anredeten, etwas einzuwenden. Anderen Stammesmitgliedern, die für Lhamana beide Formen benutzten, widersprach We’wha ebenso wenig wie Einwohnern von Washington, die weibliche Pronomina verwendeten. Ohnehin nahm We’wha, so Lang, unter den damaligen Lhamana eine spezielle Position ein. Diese wurden zum Großteil in Gebieten eingesetzt, die zwar typisch für Frauen, aber für diese körperlich anstrengend waren, beispielsweise Gipsen, Töpfern und Weben. We’wha hingegen übernahm neben diesen Aufgaben freiwillig weitere, die von beiden Geschlechtern ausgeführt wurden. So kümmerten sich eigentlich Stammesfrauen um das Schöpfen von Lehm auf einer für die Zuñi heiligen Anhöhe, während männliche und weibliche ko’tikili-Mitglieder den Kor’kokshi imitierten, eine Stammrolle We’whas. Ein weiteres Lhamana-Mitglied, das zur selben Zeit in We’whas Pueblo lebte, beschränkte sich nur auf Töpfern und Weben.

## Ehrungen
Der US-amerikanische Schriftsteller und Hochschullehrer Paul Elliott Russell wählte We’wha in seinem Sachbuch The Gay 100: A Ranking of the Most Influential Gay Men and Lesbians, Past and Present aus dem Jahr 1995 auf den 53. Platz der 100 bedeutendsten queeren Personen der Weltgeschichte.
We’wha ist seit November 2018 auf einer Gedenkplatte des Rainbow Honor Walk in San Francisco verewigt. Dieser ähnelt dem Hollywood Walk of Fame und besteht aus Bodenplatten mit Fotografien und Kurzbiografien von LGBT-Personen aus dem In- und Ausland, die die Welt nach Ansicht der Initiatoren nachhaltig beeinflusst haben.
Am 1. November 2021, zu Beginn des Native American Heritage Month, wurde in den USA ein Google Doodle veröffentlicht, das aus einem gezeichneten Bild von We’wha beim Weben bestand. Durch Anklicken des Doodles gelangten die Nutzer zu einem Spiel, bei dem in mehreren Leveln Webmuster vervollständigt werden mussten. Nach dem erfolgreichen Beenden eines Levels wurde ein kurzer Infotext über We’wha, die Lhamana sowie die Zuñi eingeblendet. Die Zeichnungen stammten von der Zuñi-Künstlerin Mallery Quetawki und während des Spiels war Hintergrund-Gesang der Zuñi-Tanzgruppe Zuni Olla Maidens zu hören.